# 1812 års krig
1812 års krig (engelska: War of 1812) utkämpades 1812–1815 mellan USA och Storbritannien. Under kriget invaderade USA den brittiska besittningen Kanada, men slogs tillbaka. Brittiska trupper landsteg vid den amerikanska huvudstaden och brände bland annat Vita Huset. Britterna hade många indianska allierade, ledda av Tecumseh, och den blivande presidenten Andrew Jackson förde det bittra och blodiga kriget mot creekerna i Alabamaterritoriet (dagens Alabama). Krigets största slag utkämpades vid New Orleans 1815. Den amerikanska segern där var dock både militärt och utrikespolitiskt meningslös, då fred redan hade slutits i Gent 1814, fast nyheten ännu inte hunnit nå den amerikanska kontinenten.

## Krigsorsaker
Den 18 juni 1812 undertecknade president James Madison Förenta Staternas krigsförklaring mot Storbritannien. Storbritannien ville undvika krig eftersom man var involverad i Napoleonkriget. De viktigaste orsakerna till att USA förklarade krig var:
- Den brittiska handelsblockaden av Napoleons Frankrike och det av Frankrike behärskade Europa vilket ansågs skada amerikanska handelsintressen.
- Brittisk tvångsrekrytering av amerikanska sjömän till Royal Navy.
- Expansionistiska krafter ville annektera Kanada.

## Strategiska förutsättningar
I enlighet med rådande amerikansk militärpolitisk doktrin var milisen huvudstyrkan i den amerikanska fältarmén, formerad kring en kärna från den reguljära armén. Den amerikanska politiskt-strategiska tanken bakom kriget var att den amerikanska armén snabbt skulle erövra det militärt svaga Kanada och att förhandlingar därefter skulle äga rum där de amerikanska kraven skulle vinna framgång. Milisens ineffektivitet och krigets impopularitet i New England gjorde dock att de politiskt-strategiska idéerna inte kunde realiseras. Milisen i New England-staterna och i New York vägrade i stor utsträckning att tjänstgöra utanför sina egna hemstater, varför den amerikanska fältarmén avsevärt försvagades så snart gränsen till Kanada överskreds. De kanadensiska provinsernas Nova Scotias och New Brunswicks tysta stilleståndsavtal med de amerikanska staterna i New England innebar att brittiska trupper kunde överföras till den centrala fronten i Ontario och Québec. Den brittiska krigsledningen var väl medveten om de inre motsättningarna i USA och undantog därför i praktiken de norra staterna från den vid krigsutbrottet proklamerade handelsblockaden. Den brittiska armén i Kanada kom därför i stor utsträckning att försörjas genom förnödenheter som smugglades från New England-staterna.

## Stridskrafter
Trots att det var Förenta Staterna som förklarade krig, var landet inte väl förberett militärt. Den reguljära amerikanska armén hade fått sina personalstater förhöjda till sammanlagt 37 000 soldater, men färre än 12 000 var rekryterade och mer än hälften av dessa var oövade rekryter. Den amerikanska milisen bestod i teorin av 400 000 milismän, men det var sällan fler än 100 000 som var i tjänst samtidigt och de var alltid oövade och odisciplinerade.
Storbritannien var djupt engagerat i Napoleonkriget och hade färre än 4 000 reguljära soldater i Kanada 1812. Det var dock en mycket välövad och disciplinerad trupp. Det fanns också 2 000 kanadensiska provinstrupper och 2 000 kanadensiska milistrupper med minst 90 dagars utbildning. Det teoretiska antalet oövade milissoldater uppgick i Kanada till 60 000 man, men bara några tusen mobiliserades och av dessa deltog mycket få i strid.
På våren 1813 växte bägge de stridande parternas truppstyrkor, de amerikanska till 19 000 soldater (fast många av dessa var nya rekryter) och de brittiska till 12 000. Då Napoleonkrigen höll på att ta slut, var det Storbritannien som fick det numerära överläget under 1814. Tusentals brittiska soldater och dussintals linjeskepp och fregatter frigjordes för den nordamerikanska krigsskådeplatsen. Närmare 16 000 stridserfarna brittiska soldater landsattes i Quebéc vilket gjorde att den brittisk-kanadensiska truppstyrkan kom att uppgå till 25 000 soldater.

## Invasionen av Kanada 1812

Den norra fronten under 1812 års krig. Lower Canada = Québec; Upper Canada = Ontario.

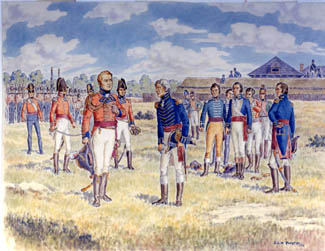
Kapitulationen vid Detroit 1812. Den amerikanske generalen William Hull (till höger) sträcker vapen inför den brittiske generalen sir Isaac Brock (till vänster).

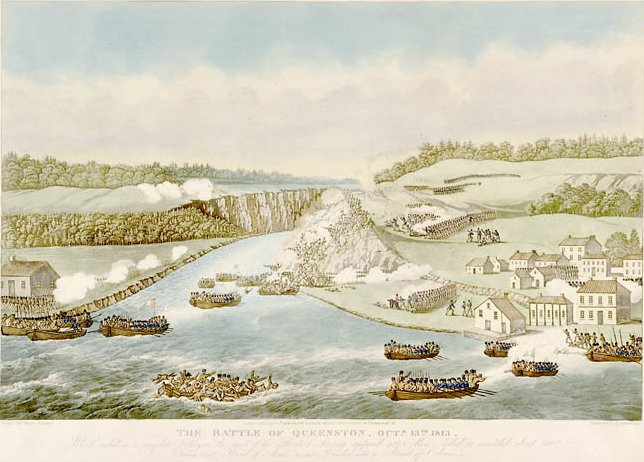
Slaget vid Queenston Heights 1812.

Den amerikanska invasionen av Kanada 1812 genomfördes i tre anfallsriktningar, dels från Detroit vid den västra änden av Eriesjön mot Ontarios huvudstad Toronto, då kallad York, dels vid Niagarafloden mot York, och dels via Lake Champlain mot Saint Lawrencefloden och Montréal. Vid ingen av anfallsriktningarna lyckades amerikanerna nå några framgångar, utan de drevs tillbaka av de brittiska och kanadensiska försvararna.

### Detroit
Den 12 juli 1812 överskred en amerikansk armé, huvudsakligen bestående av lokala milisförband, under befäl av general William Hull, den kanadensiska gränsen vid Detroit. Fem dagar senare tog britterna genom en kupp den amerikanska gränsfästningen Fort Mackinac. Den snabba segern eggade den indianska urbefolkningen att stödja den brittiska saken. Den förenade brittisk-indianska armén under general Isaac Brock och indianledaren Tecumseh lyckades genom psykologisk krigföring så demoralisera de numerärt överlägsna amerikanska styrkorna att de den 16 augusti utan nämnvärt motstånd kapitulerade och gick i brittisk fångenskap, trots att trupperna kom från områden där kriget var mycket populärt. De erövrade amerikanska vapnen använde britterna för att beväpna milisen i Ontario. Ett senare försök av en amerikansk styrka under William Henry Harrison att återerövra Detroit ledde till nederlag och kapitulation efter slaget vid Frenchtown den 22 januari 1813.

### Niagara
Ett andra invasionsförsök genomfördes när den amerikanska Army of the Center den 13 oktober 1812 överskred den kanadensiska gränsen vid Queenston, 5 km norr om Niagarafallen. I slaget vid Queenston Heights led den amerikanska armén ett nytt svårt nederlag. Detta var krigets första stora slag och den brittiska segern var av stor moralisk betydelse då den visade att ett framgångsrikt försvar mot den amerikanska övermakten var möjligt. Ett nytt amerikanskt anfall slutade likaså med ett nederlag i slaget vid Frenchman's Creek, nära Niagarafloden, den 28 november 1812. 

### Lake Champlain
Amerikanska framryckningar i den tredje invasionsriktningen, den mot Montréal via Lake Champlain, ledde också till ett nederlag i slaget vid Lacolle Mills den 27 november 1812.

## Invasionen av Kanada 1813
Inför 1813 års fälttåg reorganiserades den högsta amerikanska militärledningen, med ny krigsminister och nya generaler. Den amerikanska kongressen beviljade anslag för att utöka den reguljära armén till 44 infanteriregementen. Det gick dock inte att värva tillräckligt antal soldater för att fylla regementenas led. Armén skulle bestå av 57 000 man, men vid årets slut fanns det bara 20 000 man under de amerikanska fanorna. Amerikanska trupper intog och plundrade Toronto, men drog sig efter en vecka tillbaka. Vid Niagara fick de amerikanska anfallarna fäste på den kanadensiska sidan, medan ett brittiskt motanfall gjorde att de i sin tur fick fäste på den amerikanska sidan. Ett kombinerat anfall riktat mot Montréal över Lake Champlain och längs Saint Lawrencefloden rann ut i sanden, sedan underlägsna brittisk-kanadensiska styrkor i bägge anfallsriktningarna tillfogat anfallarna blodiga nederlag.

### Toronto

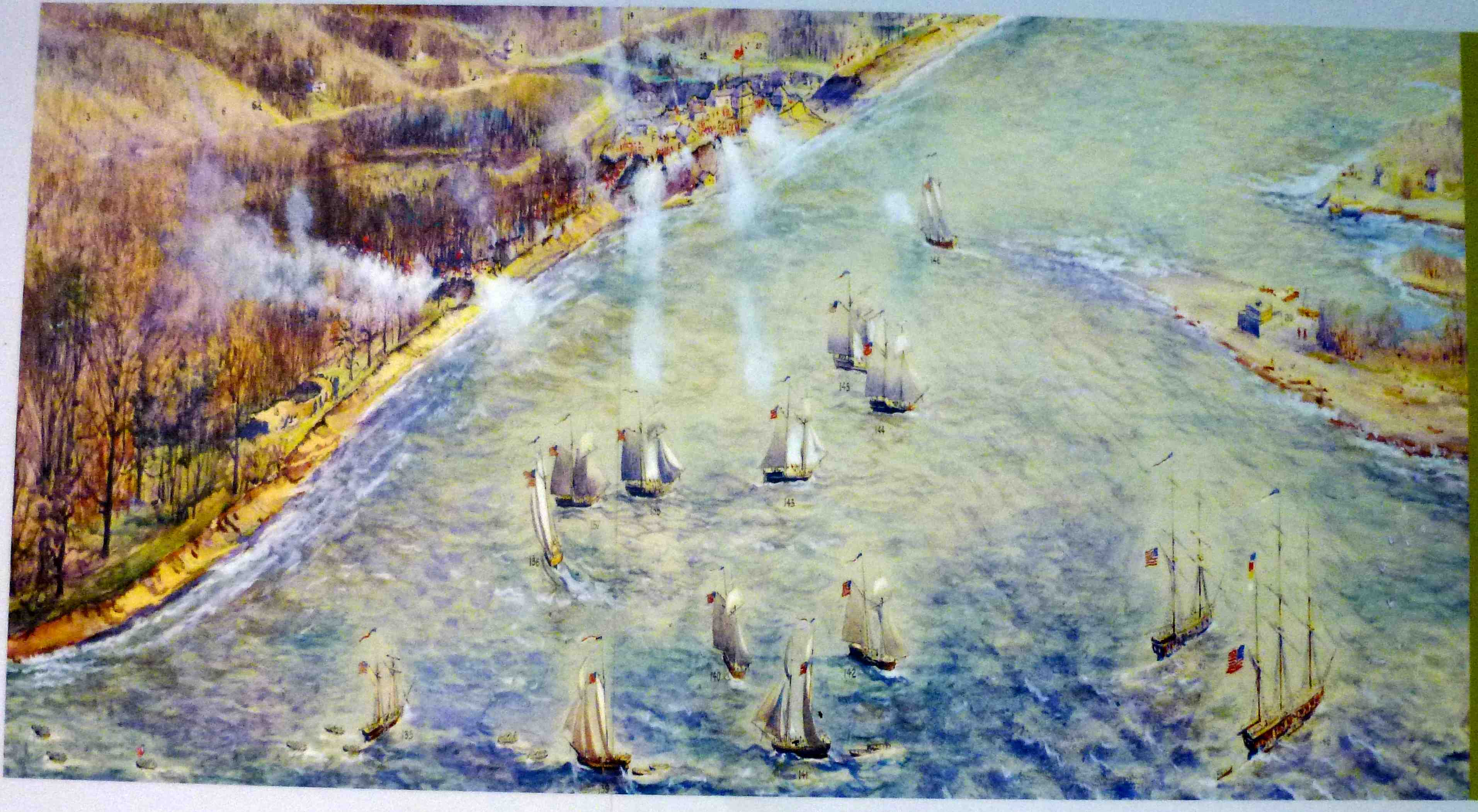
Den amerikanska landstigningsflottan anländer till Toronto 1813.

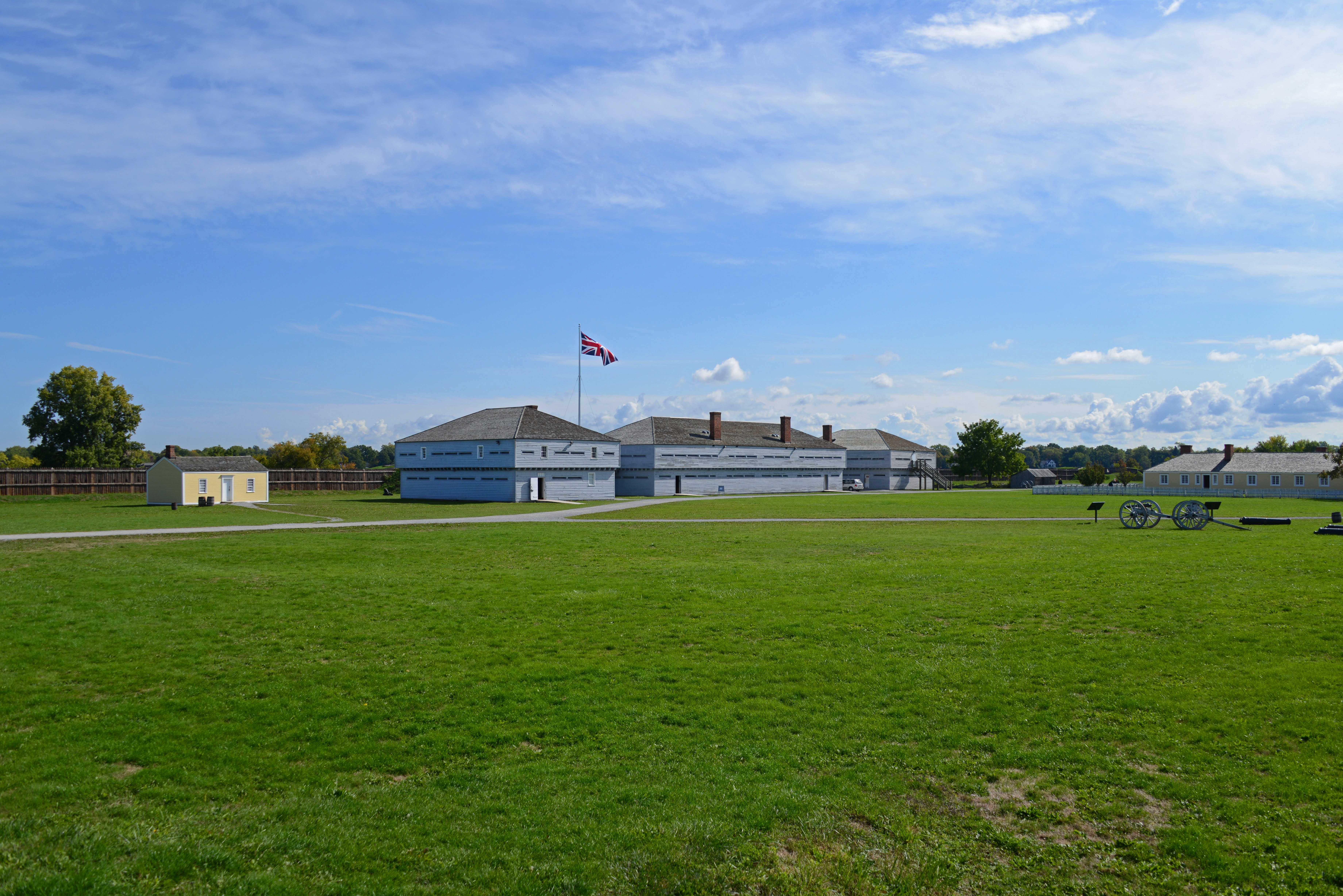
Fort George

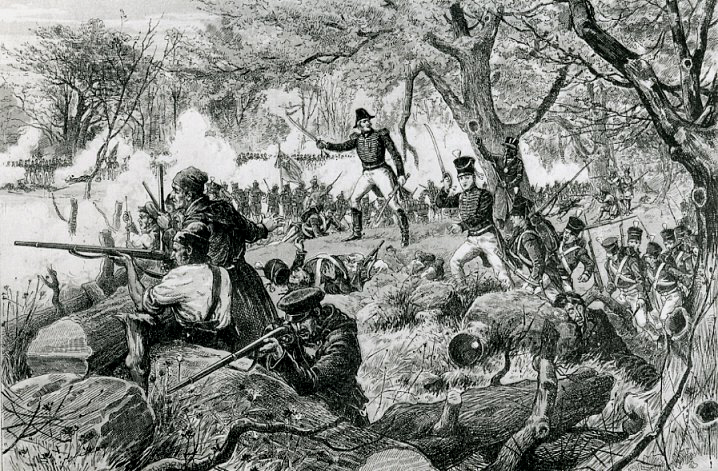
Kanadensiska trupper i slaget vid Chateauguay 1813.

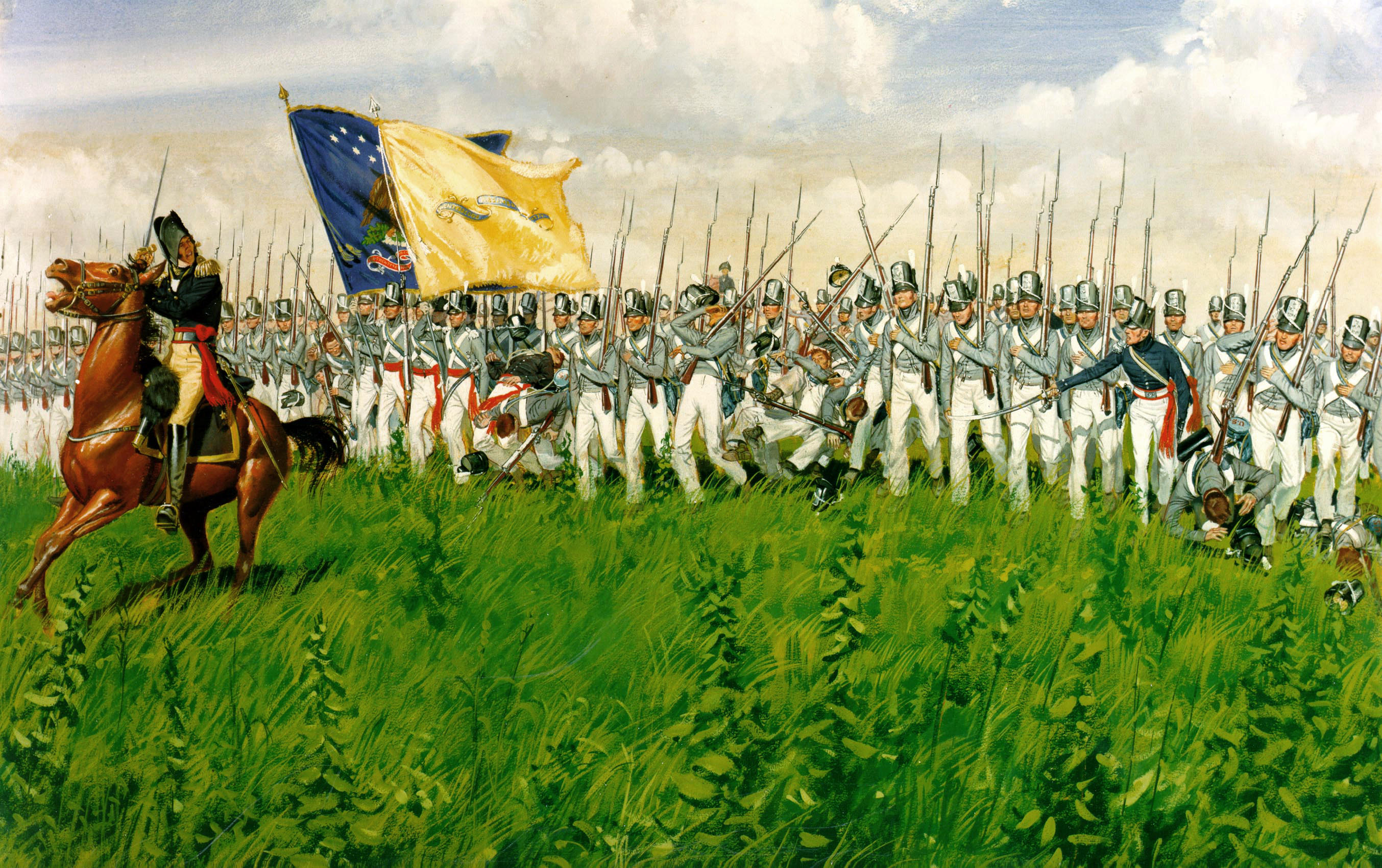
Den amerikanska segern vid Chippewa 1814 var ett resultat av Winfields Scotts insatser som utbildare och taktisk ledare.

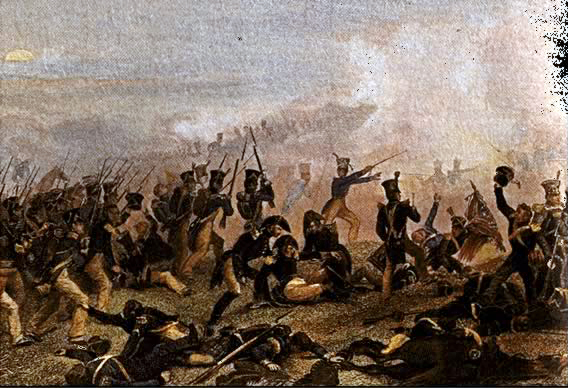
Amerikanskt infanteri går till anfall under slaget vid Lundy's Lane 1814.

Den amerikanska planeringen gick ut på att ta Kingston, Ontario, den kanadensiska provinsmarinens bas, för att sedan kunna avancera västerut och ta York (dagens Toronto), Övre Kanadas residensstad. När den brittiska styrkan i Kingston fick förstärkning beslöt man sig dock för att direkt anfalla York. Anfallet leddes av general Zebulon Pike, som förde befälet över 1 700 soldater vilka den 27 april mötte 600 brittiska soldater i befästa ställningar. Britterna drog sig tillbaka och sprängde krutmagasinet vilket dödade general Pike. De amerikanska trupperna plundrade York och satte eld på stadens offentliga byggnader. Efter att ha hållit staden i en vecka drog de sig tillbaka över gränsen.

### Niagara
I slutet av maj gick en 4 000 man stark amerikansk styrka över Niagarafloden och drev bort de brittiska försvararna från Fort George, Fort Erie och andra ställningar på den kanadensiska sidan. När britterna gick till motanfall återtog de Fort Erie och isolerade den amerikanska garnisonen i Fort George. Motanfallet fortsatte över på den amerikanska sidan av gränsen och den brittiska armén tog Fort Niagara och staden Buffalo.

### Lake Champlain
En amerikansk armé om 4 000 man avancerade i oktober norrut från Plattsburgh med mål att ta Montréal. Denna armé blev i slaget vid Chateauguay den 26 oktober besegrade av en 1 600 man stark kanadensisk styrka huvudsakligen bestående av milis och mohawkkrigare. Den amerikanska offensiven på Lake Champlainfronten kom av sig och armén återvände inom kort till Plattsburgh. 

### Saint Lawrence
Samtidigt med framryckningen vid Lake Champlainfronten påbörjade en annan amerikansk armé om 8 000 man , under James Wilkinson, en framryckning längs Saint Lawrencefloden mot Montréal, där man planerade att sammanstråla med Lake Champlain-armén. Den 11 november blev omkring 2 000 man från denna armé överraskade och i grunden besegrade av 800 brittiska soldater i slaget vid Crysler's Farm. Efter nederlaget, och efter att ha fått rapport om att Lake Champlain-armén avbrutit sin framryckning, beslöt Wilkinson att avbryta sin offensiv och låta sin armé gå i vinterkvarter på den amerikanska sidan av gränsen. 

## Invasionen av Kanada 1814
Under 1814 invaderade den amerikanska armén återigen Kanada. Syftet var att erövra landet innan brittiska förstärkningar från Europa nådde fram. Den första anfallsriktningen gick över Lake Champlain, men de amerikanska trupperna misslyckades med att ta sitt första anfallsmål, varvid denna anfallsriktning övergavs. Längre västerut var dock anfallsriktningen över Niagarafloden betydligt framgångsrikare; amerikanerna erövrade Fort Erie och besegrade britterna i ett första slag vid Chippewa. Ett andra slag, vid Lundy's Lane, vanns dock av de brittisk-kanadensiska försvararna, som gick till motanfall, men när de inte kunde återta Fort Erie avbröt de sina offensiva operationer.

## Invasionen av USA 1814

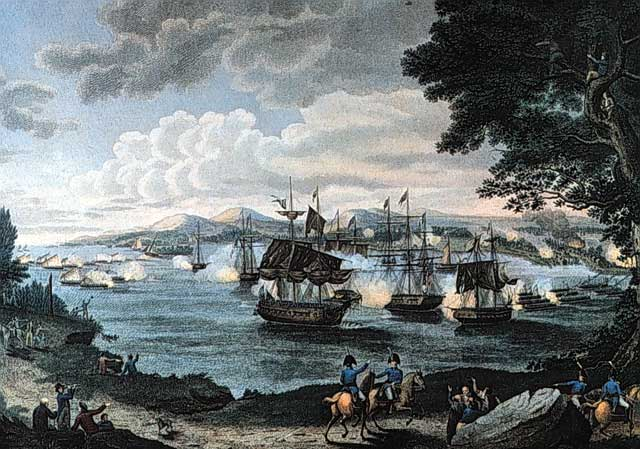
I slaget vid Plattsburg 1814 misslyckades britterna att ta herravälde över Lake Champlain.

När de brittiska förstärkningarna från Europa anlänt kunde de brittiska befälhavarna genomföra offensiva operationer. Amfibieanfall mot den amerikanska atlantkusten avsåg att förmå amerikanerna att omgruppera från den kanadensiska gränsen till kusten, varvid ett anfall över Lake Champlain skulle slå mot det amerikanska hjärtlandet. Under Chesapeakekampanjen intog och brände britterna staden Washington (senare Washington DC), men misslyckades med att ta kontroll över Lake Champlain och invasionen kunde inte genomföras. Samtidigt pågick Creekkriget och britterna ville nu genom en landstigning i New Orleans ta staden och komma sina indianska allierade till hjälp. Stormningen av New Orleans, som genomfördes sedan fred slutits, misslyckades dock.

## Resultat

### Inrikespolitiska konsekvenser i USA
Kriget delade USA politiskt och delstaterna i New England ingick ett separat vapenstillestånd med de brittiska kolonierna Nova Scotia och New Brunswick. De fredsvänliga krafterna samlades i ett författningskonvent - the Hartford Convention - som arbetade för att New England skulle utträda ur den federala unionen. Federalistpartiet vilket förespråkade en stark centralmakt och vänskap med Storbritannien blev så misskrediterat av separatismen i New England, där man hade sitt största stöd, att det efter 1812 års krig var en överspelad politisk kraft i den nationella politiken. Demokratiska partiet, som favoriserade en svag centralmakt, slaveriets bevarande och etnisk rensning av indianerna, vann däremot stora framgångar som resultat av kriget.